# 메이즈 러너 (영화 시리즈)
메이즈 러너(The Maze Runner)는 동명의 소설을 원작으로 하는 미국의 영화 시리즈로, 장르는 디스토피아 세계를 그린 SF 액션 어드벤처물이다. 엘런 골드스미스베인이 제작하고 20세기 폭스가 배급사를 맡았으며, 감독은 현재까지 3편 다 웨스 볼이 맡았다. 주연으로는 딜런 오브라이언, 카야 스코델라리오, 토마스 브로디생스터, 이기홍, 덱스터 다든, 패트리시아 클락슨이 출연하였다.
시리즈의 첫번째 작품인 《메이즈 러너》는 2014년 9월 19일 첫 개봉하여 전세계에서 3억 4800만 달러의 수익을 거뒀다. 속편인 《메이즈 러너: 스코치 트라이얼》은 2015년 9월 18일 개봉하여 3억 1200만 달러의 수익으로 흥행세를 일어났다. 후속작 《메이즈 러너: 데스 큐어》는 2018년 1월 26일 개봉했다.

## 메인 시리즈

### 메이즈 러너 (2014)
주인공 토머스 (딜런 오브라이언 분)는 어느날 정신을 차려보니 영문 모를 미로 속에 갇혀 있었다. 바깥 세상에서의 기억은 모두 삭제되고, 다만 꿈 속에서 '위키드' (WCKD)라는 의문의 조직에 대한 풍경을 되뇌일 뿐이다. 미로 속에서 발견한 단서로 지난 날을 되짚어 가던 토머스는 자신과 같은 처지의 소년들과 함께 탈출에 나서는데.
2011년 1월 20세기 폭스가 원작 소설인 <메이즈 러너>의 판권을 구입하면서 본격적인 영화화 작업에 들어갔다. 2013년 5월 미국 루이지애나주 베턴루지에서 시작된 본 촬영 작업은 7월에 마무리되었다. 이후 2014년 9월 19일 (한국시간 9월 18일) 전세계 개봉하였다.

### 메이즈 러너: 스코치 트라이얼 (2015)
미로를 탈출한 토머스와 러너들은 수수께끼의 조직 '위키드'에 관한 단서를 계속 추적한다. 황량하면서도 위험이 도사린 지역 '스코치'에 도착한 토머스 일행은 위키드에 대항하기 위해 결성된 저항군을 만나고, 거대 조직에 맞서 그들의 계획을 밝히는 데 착수한다.
2014년 10월부터 2015년 1월까지 미국 뉴멕시코주 앨버커키에서 촬영되었으며, 2015년 9월 18일 전세계 개봉하였다.

### 메이즈 러너: 데스 큐어 (2018)
2015년 3월, 메이즈 러너 시리즈의 1편을 공동 집필하고 2편의 각본을 맡았던 T.S. 놀린이 세번째 시리즈인 <데스 큐어>의 영화화 작업에 착수한다고 발표했다. 같은해 9월에는 3편의 감독으로 웨스 볼이 다시 나선다는 소식이 전해졌다. 이번에는 1, 2부 등으로 분할하여 개봉한다는 추측이 제기되었으나 웨스 볼 감독 본인이 나서 한 편으로 제작될 것이라고 밝혔다. 2017년 3월부터 6월까지 남아프리카 공화국 케이프타운에서 본 촬영을 진행하였으며 후속작업을 거쳐 2018년 1월 26일 전세계 개봉하였다.